# جامعة فيرارا
جامعة فيرارا (بالإيطالية: Università degli Studi di Ferrara) هي الجامعة الرئيسة في مدينة فيرارا بمنطقة إميليا-رومانيا بالشمال الإيطالي. يدرس بالجامعة حاليًا حوالي 12 ألف طالب، وتمنح الجامعة سنويًا ما يقارب 400 درجة علمية. يصل عدد أعضاء هيئة التدريس بالجامعة إلى 600 عضو، من بينهم 223 باحثًا. وتنقسم إلى 8 كليات.

## التاريخ
تأسست جامعة فيرارا في 4 مارس 1391 على يد الماركيز ألبرتو الخامس ديستي ـ ماركيز فيرارا ـ بتصريح من البابا بونيفاس التاسع. وقد افتتحت الجامعة في يوم القديس لوقا (18 أكتوبر) من العام ذاته، وبدأت الدراسة فيها بتدريس القانون والآداب واللاهوت. وبعد توحيد إيطاليا، أصبحت جامعة فيرارا جامعة حرة وصارت بها كليات للقانون، والرياضيات، وبرنامج دراسي للطب مدته ثلاث سنوات (خُفضت إلى سنتين في العام الأكاديمي 1863 ـ 1864) بالإضافة إلى مدارس للطب البيطري (ألغيت عام 1876) والصيدلة ومدرسة للكتبة العموميين.
في السنوات التي سبقت الحرب العالمية الأولى، بلغ عدد طلبة جامعة فيرارا أكثر من 500 طالب، وكانت بذلك أكثر جامعات إيطاليا الحرة (غير المدعومة حكوميًا) من حيث عدد طلبتها. وبعد الحرب العالمية الثانية، بدأت الدولة تدعم جامعة فيرارا، مما سمح لها بافتتاح العديد من الكليات والأقسام البحثية، وقد شهدت الجامعة أقصى نمو لها في الفترة بين سبعينيات وثمانينيات القرن العشرين، أثناء رئاسة البروفيسور أنطونيو روسي لها.

## كليات الجامعة
تضم جامعة فيرارا 8 كليات هي:
- كلية الاقتصاد
- كلية الإنسانيات
- كلية الرياضيات والفيزياء والعلوم الطبيعية
- كلية الصيدلة
- كلية الطب والجراحة
- كلية العمارة
- كلية القانون
- كلية الهندسة

## من مشاهير أساتذة الجامعة
- ثيودوروس غازا: عمل أستاذًا للغة اليونانية في الجامعة ابتداء من عام 1447.

## من مشاهير الطلبة والخريجين
- باراسيلسوس: كان طالبًا بالجامعة بين عامي 1513 و1515.
- سافونارولا: حصل على درجة جامعية في الفنون الحرة من جامعة فيرارا.
- لودوفيكو أريوستو.
- نيكولاس كوبرنيكوس: حصل على دكتوراه في القانون الكنسي من جامعة فيرارا سنة 1503.

## وصلات خارجية
- (بالإيطالية) الموقع الرسمي للجامعة